# عماطور
عماطور هي إحدى القرى اللبنانية من قرى قضاء الشوف في محافظة جبل لبنان.
قرية لبنانية تضم عدداً كبيراً من حملة الشهادات الجامعية والاكاديميه والدراسات العليا باختصاصات مختلفه في لبنان، من الأوائل في لبنان مقارنة بعدد السكان،
هي قرية مشايخ العقل وعاصمه الشوف الثقافيه وآخرهم الشيخان محمد عبد الصمد ومحمد أبوشقرا وقرية عدد كبير من الاعلاميين اللبنانيين والسياسيين ورجال الدين والكتاب والاطباء والمزارعين والمهندسين والقضاة والمحامين والشعراء والمثقفين بالإضافة إلى موظفين كبار الدولة في لبنان والعالم العربي والإسلامي، منهم ضابط الشرطة داود أبو شقرا.
سميت عماطور لكثرة عدد الينابيع فيها أكثر من 365 ينبوع ويسكنها الموحدون الدروز والمسيحيين من الروم الكاثوليك الملكيين والموارنة، ترتفع 850 متر عن سطح البحر وفيها حرج اخضر كبير يشكل متنفسا بيئيا للقرية التي يبلغ عدد سكانها حوالي 4 آلاف نسمة، تحدها بعذران عين قني ومزرعة الشوف وحارة جندل كما أنه تلاقي وادي مرج بسري إلى حدود منطقة جزين.
مجتمع عماطور من أكثر المجتمعات انفتاحاً وثقافة وتنوعا وبرزوا وتبوءوا مناصب عده في الدولة وخارجها في الشوف الاعلى، وبيئة البلدة تشبه مثيلاتها في قرى القضاء. يضم المجتمع العماطوري نخبا اجتماعية وعددا كبيرا من المهاجرين إلى الدول العربية والإسلامية وحتى الدول الغربية. عماطور أو «عين ماء الطور» كما ورد اسمها في الكتب والمراجع القديمة تشتهر بزراعة العنب والعديد من الفواكه الموسمية وفيها معصرة للزيتون ومدرسة رسمية خرجت العديد من الكوادر الثقافية في البلدة.
تقع بلديّة عمّاطور في قضاء الشوف أحد أقضية محافظة جبل لبنان، هذه المحافظة هي واحدة من ثمان محافظات يتشكل منها لبنان الإداري. وتبعد عمّاطور حوالي 58 كلم (36.0412 ميل) عن بيروت عاصمة لبنان. وتمتد على مساحة تُقدَّر بـ 585 هكتاراً (5.85 كلم²- 2.2581 ميل² (2).

## الهيئات المحلية وصلاحياتها
عمّاطور بلديّة تتمتّع بمجلسٍ بلديّ من 12 عضو (1)، يتمّ انتخابهم لمدّة ستّ سنوات من خلال الاقتراع العام المباشر، (مرجع: سير الأعمال في المجلس البلديّ).

## السكان والناخبين
تبعا لبعض التقديرات يسكن مدينة عمّاطور 2030 نسمة. خلال الانتخابات الأخيرة التي جرت عام. 2004، بينت اللوائح عدد المسجلين فيها: 3947 ناخبا، شارك منهم 2269 (1)

## المعالم السياحية والطبيعية في البلدة
تقع عماطور على سفح جبل، وسط غطاء نباتي خلاب مكوّن من أحراش سنديان وملول. تضم البلدة مجموعة من المواقع السياحية البيئية والتاريخية وأبرزها: بيوت نموذجية في المنطقة تعود بعضها إلى القرن التاسع عشر _ مقامات دينية من مجالس ومزارات وكنائس ودار وخلوة - آثار أعمدة من الغرانيت الأسود تعود لبقايا معبد قديم يقع في مرج عماطور - جسر البليط جنوبي البلدة - ينابيع وعيون مثل: عين العريش، عين الفقر - مجرى نهر الباروك - حرش عماطور وتبلغ مساحته حوالي 400 ألف متر مربع - معاصر قديمة للزيتون - آبار قديمة. كذلك تتميّز عماطور بوجود أندية رياضية وثقافية واجتماعية.

## أعلام
- ضاهر عثمان أبو شقرا (١٨٠١-١٨٨١) عضو مجلس إدارة جبل لبنان الكبير .عن جزين عام ١٨٦٤ إبان عهد المتصرفية
- منصور عبد الصمد (1876 - 25 أغسطس 1953) سياسي لبناني، قائمقام ومتصرّف عثماني ونائب في دولة جبل الدروز.
- منال عبد الصمد (28 مارس 1975 -) سيّاسية لُبنانيّة، شغلت منصب وزير الإعلام في حكومة حسان دياب منذ 21 يناير 2020 حتى 9 أغسطس 2020.
- محمد أبو شقرا (1910-1991) الشيخ محمد أبو شقرا رجل دين من طائفة الموحدين الدروز في لبنان، تولى منصب مشيخة العقل من العام 1970 حتى وفاته عام 1991.
- د محمد ابو شقرا (١٩٠٣-١٩٧٤) رئيس مصلحة الطب الوقائي في لبنان
- إدوار إسطفان، استاذ طب القلب في جامعة القديس يوسف ومستشفى اوتيل ديو
- د سعيد محمد عبدالصمد (١٩١٤-٢٠٠٥) من آوائل الأطباء في المنطقة
- فادي ابو شقرا (١٩٤٣ -…) رئيس اركان الجيش اللبناني
- نهاد بو رعد عازوري، عميدة كلية التمريض في الجامعة الاميركية في بيروت
- روجيه سالم، مدير عام قوى الامن الداخلي اللبناني بالوكالة